# Thomas Boggs
Thomas Boggs (16. července 1944, Wynne, Arkansas, USA – 5. května 2008, Memphis, Tennessee, USA) byl americký hudebník. Proslavil se jako bubeník rockové skupiny The Box Tops. Zemřel na rakovinu ve věku 63 let. Celý život žil v Memphisu.